# Carex amphibola
Espèce
Classification phylogénétique
Carex amphibola est une espèce de plantes du genre Carex et de la famille des Cyperaceae.